# テラ (人工衛星)
テラ (Terra) は、アメリカ航空宇宙局 (NASA) が運用中の地球観測衛星である。

## 概要
地球観測システム (EOS) 最初の大型衛星であり、地球環境システム（大気・雲・氷雪・水・植生等）のメカニズムの解明を目的として、1999年12月18日にアメリカ空軍 ヴァンデンバーグ空軍基地より、アトラスIIロケットで打ち上げられた。
テラには、日本の通商産業省が開発したASTERの他にMODIS/MOPITT/MISR/CERESの5種類の観測装置が搭載されており、これらの観測装置による多面的な観測をほぼ同時に行うことができる。

## 観測機器

### 高性能熱放射反射放射計(ASTER)
高性能熱放射反射放射計(Advanced Spaceborne Thermal Emission and Reflection Radiometer)は、資源探査用将来型センサとして、通商産業省と同省が所管する資源探査用観測システム研究開発機構(JAROS)と資源・環境観測解析センター(ERSDAC)が開発した可視近赤外放射計。

### 雲・地球放射エネルギー観測装置(CERES)
雲・地球放射エネルギー観測装置(Clouds and Earth's Radiant Energy System)は、ラングレー研究センターが開発した可視赤外放射計。
雲・地球からの放射を観測し、エネルギー収支を測定する。

### 複数角度分光放射計(MISR)
複数角度分光放射計(Multi-angle Imaging Spectroradiometer)は、NASAとジェット推進研究所が開発した分光放射計。
直下および±26.1度、±45.6度、±60.0度、±70.5度を向いた9台のCCDカメラでそれぞれ前方視と後方視のデータを取得し、地球表面のマルチスペクトル観測を行う。

### 中分解能撮像分光放射計 (MODIS)
中分解能撮像分光放射計(Moderate Resolution Imaging Spectroradiometer)は、ゴダード宇宙飛行センターが開発した可視赤外放射計。

### 対流圏汚染観測装置 (MOPITT)
対流圏汚染観測装置(Measurements of Pollution in the Troposphere)は、カナダ宇宙庁が開発した観測装置。
大気中の一酸化炭素とメタンを観測する。

## オペレーション
打ち上げ後、運用チームは、南大西洋異常帯や極地で見られるような高エネルギーの陽子が一過性の異常を引き起こし、モータードライブアセンブリ（MDA）の内蔵試験装置（BITE）をオフにする可能性があることを確認した。これらの誤作動によるシャットダウンは月に12～14回発生しており、最終的に運用チームはシャットダウンの影響を軽減するために復旧プロセスを自動化した。
2007年以降、ASTER装置のSWIRクライオクーラーの熱抵抗が増加し、温度が徐々に上昇し始めた。2008年までにクライオクーラーの再循環を試みたものの、データ品質は著しく低下し、2009年1月12日、ASTERの管理者はSWIR検出器温度の異常な上昇によりSWIRが機能しなくなったと宣言した。2008年4月以降に取得されたデータは使用不能とされた。
2009年10月13日、Terraは単一バッテリーセルの故障異常とバッテリーヒーター制御の異常を経験した。この異常は、小隕石（マイクロメテロイド）または軌道上のデブリ（MMOD）の衝突が原因である可能性が高いとされている。
2020年2月27日、Terra運用チームは、衛星の残り推進剤が限られているため、Terraの最後の軌道傾斜制御を実施した。この操作以降、同様の操作は行われず、2021年4月からTerraの平均地方時がずれ始め、それに伴いデータ品質も低下している。2022年10月には、Terraが10時15分の地方時通過時間を超えると予想されており、これにより運用チームは低い軌道高度（694 km）へのコンステレーション離脱を開始する見込みである。運用終了（デコミッショニング）は2025年から2026年頃に行われ、その数年後には制御不能な再突入が発生する予定である。